# Перчунове
Перчу́нове — село в Україні, у Піщанобрідській сільській громаді Новоукраїнського району Кіровоградської області. Колишній центр Перчунівської сільської ради.

## Географія
Розташоване поблизу витоку річки Мала Корабельна на півдні колишнього Добровеличківського району в чотирьох кілометрах від залізничної лінії Помічна — Голта Одеської залізниці.

## Історія села

### Заснування та перші поселення
Згідно з місцевою легендою село отримало назву від малої балки — Перчунова, названої в пам'ять про діда Перчуна, який впродовж 40 років пас там панську худобу.
Заселення села відбулося внаслідок селянської реформи в Російській імперії 1861 року.
1862 роком датуються перші документальні згадки про село Перчунове, що належало до Любомирської волості Херсонської губернії.
Найбільшим землевласником земель навколо села був Микола Гнатович Шебека, мешканці користувалися землею на правах оренди. Селяни користувалися наділами у ділянково-черезсмужний спосіб, 1 раз на 6-8 років відбувалось пережеребкування. На спільній толоці у 635 десятин випасалась худоба.
За архівними даними 1895 року село розташовувалась в 10 верстах від волосного центру, в 6 верстах від залізничної станції Глиняна, в 70 верстах від пароплавної пристані Вознесенськ.
Згідно з переписом населення 1896 року в селі налічувалось 50 дворів із 234 жителями. За національним складом найбільша група — українці.

### Повоєнні роки
В 1959 році архітектор Лідія Федорівна Крейтор розробила проєкт планування й забудови села.

## Населення
Згідно з переписом УРСР 1989 року чисельність наявного населення села становила 781 особа, з яких 353 чоловіки та 428 жінок.
За переписом населення України 2001 року в селі мешкало 747 осіб.

### Мова
Розподіл населення за рідною мовою за даними перепису 2001 року:
| Мова       | Відсоток |
| ---------- | -------- |
| українська | 94,11 %  |
| російська  | 3,35 %   |
| молдовська | 1,74 %   |
| білоруська | 0,40 %   |
| вірменська | 0,27 %   |

## Соціальна сфера
- Перчунівська школа

## Видатні люди
1. Мущинський Петро Дмитрович (1913—1990) — журналіст і краєзнавець.
2. Неживий Микола Миколайович (1961—2019) — військовослужбовець ЗСУ.